# Mysis salemaai
Mysis salemaai är en kräftdjursart som beskrevs av Audzijonyt och Väinölä 2005. Mysis salemaai ingår i släktet Mysis, och familjen Mysidae. Arten är reproducerande i Sverige.